# .bl
.bl은 생바르텔레미의 인터넷 국가 코드 최상위 도메인으로 사용하기 위해 신설된 도메인이다.
2007년 9월 21일 ISO 3166 관리국이 BL 부호를 ISO 3166-1 알파-2 (생바르텔레미)에 할당하기로 결정하였다. 이 결정은 2007년 7월 15일부로 프랑스 정부 당국이 생바르텔레미의 지위를 해외 집합체로 격상시킨 것에 따른 조치였다. 그전까지 생바르텔레미는 과들루프의 최상위 도메인인 '.gp'나 프랑스의 최상위 도메인인 '.fr'를 대신 사용해야 했다.

## 같이 보기
- ISO 3166-2:BL
- .gp
- .fr
- .eu